# Задужбина „Доситеј Обрадовић”
Задужбина „Доситеј Обрадовић” је фондација која се бави очувањем сећања на личност и дело Доситеја Обрадовића: очувањем његове родне куће, објављивањем његових дела и књига о њему, организовањем научних скупова, додељивањем награда у његову част, свечаним обележавањем важних датума, сарадњом са научним и културним установама, организовањем књижевних догађаја, концерата, изложби и других пројеката.
Фондација је основана 17. септембра 2004. године у Вршцу, на иницијативу Хемофарма, као утемељивача, и оснивача: Фондације „Хемофарм”, Матице српске, Института за књижевност и уметност и Културно-просветне заједнице Србије. Tом приликом одржана је Скупштина Задужбине и потписан је Уговор о оснивању. Решењем Министарства културе и медија Републике Србије о оснивању и упису у Регистар фондација, фондова и задужбина, од 21. октобра 2004. године, Задужбина „Доситеј Обрадовић” је и званично почела са радом.

## Историјат
Основ за стварање ове Задужбине нашао се у заштити куће у којој је рођен Доситеј Обрадовић, а коју је од приватних власника откупио „Хемофарм концерн“.
Имајући у виду изузетан значај Доситејевог дела за писменост и културу Срба новијег доба, али и утицај на стварање модерних националних институција после Првог српског устанка, оцењено је да кућа треба да остане заштићена као музеј, да постане живо дело и обележје националне баштине. Кућа је 2007. и 2012. године реновирана, обновљена и претворена у спомен-кућу, музеј, с циљем да окупља све посленике културе и писмености, а посебно младе који ће ширити знања и видике, који ће развијати себе, али и идеју мултикултуралног дијалога у циљу добре сарадње народа и ширине разумевања. Управо то је и био циљ „Хемофарма“ - да кућу сачува од заборава и нестајања, да обезбеди да она траје у корист свеколиког српског народа, да се на њеном прагу чују звонки младалачки гласови, српски језик, али и румунски и остали језици, јер је Доситеј Обрадовић, као најобразованији Србин свог доба који је утемељио савремену писменост и књижевност, своје дело углавном посветио младима.

### Циљеви
Циљеви Задужбине, засновани на темељима наше традиције и културе и на потреби да ширимо видике и повезујемо се са светом, су:
- проучавање стваралаштва Доситеја Обрадовића и његовог значаја за српску просвету, науку и културу;
- откривање и преношење на нове нараштаје основних порука укупне делатности Доситеја Обрадовића у вези са развојем српске књижевности, писмености и просветитељства, те стално обзнањивање њихових вредности у националној, европској и светској култури;
- истицање значаја погледа Доситеја Обрадовића на развој и модернизацију Србије и српских земаља у процесу еманципације народа који у њима живe;
- саображавање Доситејевих погледа с идејама епохе просветитељства у ондашњој Европи и проверавање колико они могу допринети развоју Србије и српских земаља два века после;
- приближавање земљи и свету свега онога у нашој култури и уметности што изражава савремене пориве и потребе људи, поготово оног што представља савремени књижевни израз, нове и авангардне облике уметничког изражавања;
- припремање научних скупова са овде назначеном тематиком и издавање одговарајућих зборника;
- организовање сусрета, семинара, округлих столова, радионица и сличних скупова ради додатног усавршавања просветних радника који се баве књижевношћу и језикословљем;
- подстицање развоја књижевног стваралаштва расписивањем јавних огласа за кратку причу, басну, рукопис, роман и драмско дело;
- подстицање развоја књижевног стваралаштва младих расписивањем јавних огласа с темама које се тичу Доситејевог стваралаштва у 18. и почетком 19. века (посебно за ученике основних и средњих школа, за студенте и постдипломце);
- организовање сусрета младих писаца и даровитих ученика из земље, заграничја и дијаспоре;
- пружање помоћи младим даровитим писцима и уметницима око обзнањивања њихових остварења и јавног представљања тих остварења;
- пружање помоћи студентима славистике, србистике, румунистике и других усмерења с уоченим даром за језичко истраживање, књижевно стваралаштво и изучавање књижевности;
- приређивање изложби, представа, концерата, скупова за размену информација, сусрета клубова и подружница Задужбине које се оснивају по потреби, као и културно-уметничких програма, екскурзија и туристичко-истраживачких програма;
- приређивање изложби, представа, концерата, скупова за размену информација, сусрета клубова и подружница Задужбине које се оснивају по потреби, као и културно-уметничких програма, екскурзија и туристичко-истраживачких програма;
- остваривање културних и других друштвено корисних пројеката у сарадњи с угледним делатницима на пољу просвете, науке и културе у земљи и иностранству, укључујући и рад на припремању и објављивању сабраних дела Доситеја Обрадовића;
- стваралачко повезивање локалних заједница (Темишвара и Вршца, Чакова и Сен Мартона) и других организација и установа које носе име Доситеја Обрадовића.

Један од најважнијих задатака Задужбине је да истакне у први план и да негује стваралаштво младих, а преко тога је и сама загледана у будућност.